# Olympische Sommerspiele 2004/Teilnehmer (Malediven)
| Gelbes Symbol für Goldmedaillen mit stilisierten Olympischen Ringen | Graues Symbol für Silbermedaillen mit stilisierten Olympischen Ringen | Braundes Symbol für Bronzemedaillen mit stilisierten Olympischen Ringen |
| ------------------------------------------------------------------- | --------------------------------------------------------------------- | ----------------------------------------------------------------------- |
| —                                                                   | —                                                                     | —                                                                       |

Die Malediven waren mit der Teilnahme an den Olympischen Sommerspielen 2004 in Athen zum fünften Mal bei Olympischen Spielen vertreten. Die erste Teilnahme war 1988; es wurden bisher noch keine Medaillen gewonnen.
Fahnenträger bei der Eröffnungsfeier war der Leichtathlet Sultan Saeed, der mit 28 Jahren auch der älteste maledivische Teilnehmer war. Jüngstes Mitglied des aus vier Sportlern (2 Frauen und 2 Männer) bestehenden Teams war die erst knapp vierzehnjährige Schwimmerin Aminath Rouya Hussain. 
Alle vier Teilnehmer schieden in der Vorrunde aus.

## Leichtathletik
- Shifana Ali
Frauen, 400-Meter-Lauf: 1:00,92 min (Nationaler Rekord), Rang 7 im vierten Vorlauf
- Sultan Saeed
Männer, 100-Meter-Lauf: 11,72 s, Rang 8 im dritten Vorlauf

## Schwimmen
- Aminath Rouya Hussain
Frauen, 50 Meter Freistil: 31,26 s, Rang 65 insgesamt
- Hassan Mubah
Männer, 50 Meter Freistil: 27,71 s, Rang 73 insgesamt